# Liste von Burgen, Schlössern und Festungen im Département Bas-Rhin
Die Liste von Burgen, Schlössern und Festungen im Département Bas-Rhin listet bestehende und abgegangene Anlagen im Département Bas-Rhin auf. Das Département zählt zur Region Grand Est in Frankreich.

Wappen des Départements Bas-Rhin (67)
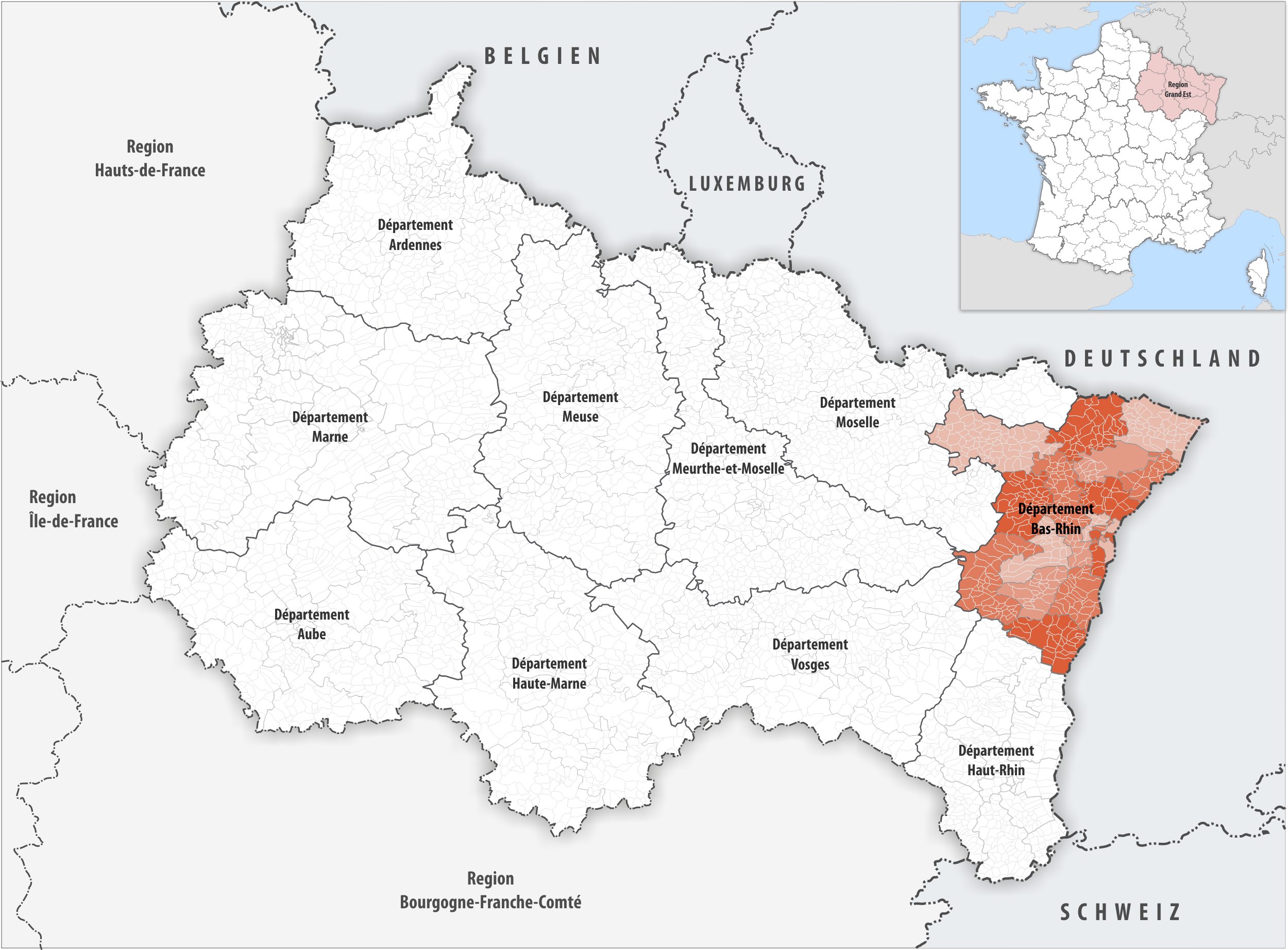
Lage des Départements Bas-Rhin in der Region Grand Est
Lage der Region Grand Est in Frankreich

## Liste
Bestand am 7. Oktober 2022: 163
| Name deu / fra                                                              | Gemeinde / Lage                       | Typ (Untertyp)          | Bemerkungen | Bild |
| --------------------------------------------------------------------------- | ------------------------------------- | ----------------------- | --- | ---- |
| Alte Lützelburg Château de vieux Lutzelbourg                                | Ottrott 48,461325° N, 7,407033° O     | Burg                    | Ruine, mittlere der drei Ottrotter Schlösser |      |
| Burg Altenau Château Altenau                                                | Kolbsheim                             | Burg                    | abgegangen |      |
| Burg Altkeller Château d'Altenkeller                                        | Ottrott                               | Burg                    | Ruine |      |
| Burg Altwindstein Château du Vieux-Windstein                                | Windstein                             | Burg                    | Ruine |      |
| Schloss Andlau Château du Haut-Village                                      | Stotzheim                             | Schloss                 | Befindet sich im westlichen Teil von Stotzheim (Haut-Village), während das Schloss Grünstein im östlichen liegt (Bas-Village), siehe Karte rechts                        |      |
| Burg Barr Château de Barr                                                   | Barr                                  | Burg                    | Das Rathaus (franz.: Hôtel de ville) wurde an ihrer Stelle errichtet, siehe Bild rechts                                                                                  |      |
| Schloss Battiston Château Battiston                                         | Fort-Louis                            | Schloss                 | |      |
| Motte Beinheim Château de Beinheim                                          | Beinheim                              | Burg (Motte)            | Abgegangen |      |
| Schloss Benfeld Château de Benfeld                                          | Benfeld                               | Schloss                 | Abgegangen |      |
| Burg Bernstein Château du Bernstein                                         | Dambach                               | Burg                    | Ruine |      |
| Burg Bilstein Château du Bilstein                                           | Urbeis                                | Burg                    | Ruine |      |
| Burg Birkenfels Château du Birkenfels                                       | Ottrott                               | Burg                    | Ruine |      |
| Schloss Birkenwald Château de Birkenwald                                    | Birkenwald                            | Schloss                 | |      |
| Burg Bischoffsheim Château haut de Bischoffsheim                            | Bischoffsheim                         | Burg                    | Ruine |      |
| Schloss Bischoffsheim Château bas de Bischoffsheim                          | Bischoffsheim                         | Schloss                 | |      |
| Burg Boehmstein Château de Boemstein                                        | Nothalten                             | Burg                    | Abgegangen |      |
| Schloss Bonnefontaine Château de Bonnefontaine                              | Altwiller                             | Schloss                 | |      |
| Schloss Breuschwickersheim Château de Breuschwickersheim                    | Breuschwickersheim                    | Schloss                 | |      |
| Schloss Brumath Château de Brumath                                          | Brumath                               | Schloss                 | Wurde um 1800 in eine lutherische Kirche umgewandelt, hatte eine mittelalterliche Burg als Vorgänger                                                                     |      |
| Fort Carré                                                                  | Fort-Louis                            | Festung (Fort)          | |      |
| Schloss Châtenois Château de Châtenois                                      | Châtenois                             | Burg                    | Ruine |      |
| Burg Cleebourg Château de Cleebourg                                         | Cleebourg                             | Burg                    | Abgegangen |      |
| Schloss La Cour d’Angleterre Château de la Cour d'Angleterre                | Bischheim                             | Schloss                 | |      |
| Burg Crax Château de Crax (Krax, Wibelsberg)                                | Mittelbergheim                        | Burg                    | Abgegangen |      |
| Burg Cronenbourg Château de Cronenbourg                                     | Cronenbourg                           | Burg                    | Abgegangen |      |
| Schloss Dachstein Château de Dachstein                                      | Dachstein                             | Schloss                 | Überreste einer Burg |      |
| Schloss Diedendorf Château de Diedendorf                                    | Diedendorf                            | Schloss                 | |      |
| Burg Diemeringen Château de Diemeringen                                     | Diemeringen                           | Burg (Stadtbefestigung) | Ruine |      |
| Schloss Dietrich Château de Dietrich                                        | Reichshoffen                          | Schloss                 | |      |
| Burg Dossenheim Château de Dossenheim                                       | Dossenheim-Kochersberg                | Burg                    | Abgegangen |      |
| Burg Dreistein Château de Dreistein                                         | Ottrott                               | Burg                    | Ruine |      |
| Schloss Drulingen Château de Drulingen                                      | Drulingen                             | Schloss                 | |      |
| Burg Epfig Château de Epfig                                                 | Epfig                                 | Burg                    | Abgegangen |      |
| Schloss Fabvier Château Fabvier (Domaine Fabvier)                           | Kintzheim                             | Schloss                 | Kleines Schloss mit Parkanlage, 1807 |      |
| Burg Fleckenstein Château de Fleckenstein                                   | Lembach                               | Burg                    | Ruine |      |
| Frankenburg Château du Frankenbourg                                         | Neubois                               | Burg                    | Ruine |      |
| Burg Freihof Château de Freihof                                             | Neuwiller-lès-Saverne                 | Burg                    | Abgegangen, durch ein Herrenhaus ersetzt |      |
| Schloss Freihof Château Freihof                                             | Wangen                                | Schloss                 | |      |
| Burg Freudeneck Château du Freudeneck                                       | Wangenbourg-Engenthal                 | Burg                    | Ruine |      |
| Schloss Fröschwiller Château de Frœschwiller                                | Frœschwiller                          | Schloss                 | |      |
| Frönsburg Château du Frœnsbourg                                             | Lembach                               | Burg                    | |      |
| Schloss Geisberg Château de Geisberg                                        | Wissembourg 49,013542° N, 7,953803° O | Schloss                 | Im Weiler Geisberg |      |
| Burg Girbaden Château de Guirbaden                                          | Mollkirch                             | Burg                    | Ruine |      |
| Burg Greifenstein Château de Greifenstein (Griffon)                         | Saverne                               | Burg                    | Ruine |      |
| Motte Gries Château de Gries                                                | Gries                                 | Burg (Motte)            | Abgegangen |      |
| Burg Groß-Geroldseck Château du Grand-Geroldseck                            | Haegen                                | Burg                    | Ruine |      |
| Burg Groß-Ringelstein Château du Grand-Ringelstein                          | Oberhaslach                           | Burg                    | Ruine |      |
| Schloss Grünstein Château de Grünstein                                      | Stotzheim                             | Schloss                 | Befindet sich im östlichen Teil von Stotzheim (Bas-Village), während das Schloss Andlau im westlichen liegt (Haut-Village)                                               |      |
| Hagelschloss Château du Hagelschloss (Burg Waldsberg)                       | Ottrott                               | Schloss                 | Ruine |      |
| Kaiserpfalz Hagenau Château impérial de Haguenau                            | Haguenau                              | Schloss (Pfalz)         | Abgegangen |      |
| Haldenburg Château de Haldenburg                                            | Niederhausbergen                      | Burg                    | Abgegangen |      |
| Burg Heiligenstein Château de Heiligenstein                                 | Heiligenstein                         | Burg (Motte)            | Abgegangen |      |
| Burg Hell Château de Hell                                                   | Heiligenstein                         | Burg                    | abgegangen |      |
| Motte Herbsheim Château de Herbsheim                                        | Herbsheim                             | Burg (Motte)            | Abgegangen |      |
| Burg Herrenstein Château de Herrenstein                                     | Neuwiller                             | Burg                    | Ruine |      |
| Schloss Hervé Château Hervé (Bourcart)                                      | Dachstein                             | Schloss                 | |      |
| Burg Hochfelden Château de Hochfelden                                       | Hochfelden                            | Burg                    | Abgegangen |      |
| Burg Hoh-Andlau Château d'Andlau                                            | Andlau                                | Burg                    | Ruine |      |
| Burg Hohbarr Château du Haut-Barr                                           | Saverne                               | Burg                    | Ruine |      |
| Burg Hohenburg Château du Hohenbourg                                        | Wingen                                | Burg                    | Ruine |      |
| Burg Hohenfels Château de Hohenfels                                         | Dambach                               | Burg                    | Ruine |      |
| Burg Hohenstein Château de Hohenstein                                       | Oberhaslach                           | Burg                    | Ruine |      |
| Hohkönigsburg Château du Haut-Koenigsbourg                                  | Orschwiller                           | Burg                    | Museum |      |
| Hüneburg Château de Hunebourg                                               | Dossenheim-sur-Zinsel                 | Burg                    | Heute ein Hotel |      |
| Burg Ingwiller Château d'Ingwiller                                          | Ingwiller                             | Burg (Wohnturm)         | Abgegangen, heute steht eine Synagoge dort |      |
| Schloss Ittenweiler Château d'Ittenwiller                                   | Saint-Pierre                          | Schloss                 | |      |
| Pavillon Joséphine                                                          | Strasbourg                            | Schloss (Pavillon)      | |      |
| Burg Kagenfels Château du Kagenfels                                         | Ottrott                               | Burg                    | Ruine |      |
| Burg Katzenberg Château de la muraille                                      | Lutzelhouse                           | Burg                    | Abgegangen |      |
| Motte Keskastel Château de Keskastel                                        | Keskastel                             | Burg (Motte)            | Abgegangen |      |
| Burg Kintzheim Château de Kintzheim                                         | Kintzheim                             | Burg                    | Ruine |      |
| Burg Klein-Arnsberg Château du Petit-Arnsberg                               | Obersteinbach                         | Burg                    | Ruine |      |
| Burg Klein-Geroldseck Château du Petit-Geroldseck                           | Haegen                                | Burg                    | Ruine |      |
| Burg Klein-Ringelstein Château du Petit-Ringelstein                         | Oberhaslach                           | Burg                    | Ruine |      |
| Schloss Klein-Sorbonne Château Petite-Sorbonne                              | Marlenheim                            | Schloss                 | |      |
| Klingelfels                                                                 | Niedersteinbach                       | Burgstelle              | |      |
| Schloss Klinglin Château Klinglin                                           | Illkirch-Graffenstaden                | Schloss                 | Während der Franz. Revolution zerstört, es gibt nur noch den Park und die Orangerie                                                                                      |      |
| Burg Kochersberg Motte féodale du Kochersberg                               | Neugartheim-Ittlenheim                | Burg (Motte)            | Abgegangen |      |
| Burg Koepfel Château de Koepfel                                             | Ottrott                               | Burg                    | Ruine |      |
| Schloss Kolbsheim Château de Kolbsheim                                      | Kolbsheim                             | Schloss                 | |      |
| Krappenfels                                                                 | Wingen                                | Burgstelle              | Nur geringe Spuren erhalten |      |
| Burg Kronberg Château de Kronenbourg                                        | Marlenheim                            | Burg                    | Nur geringe Mauerreste im Wald erhalten, beim Weiler Kronthal |      |
| Burg Landeshavite Château de Landeshavite                                   | Andlau                                | Burg                    | Abgegangen |      |
| Burg Landsberg Château du Landsberg                                         | Heiligenstein                         | Burg                    | Ruine |      |
| Schloss Landsberg Château de Landsberg                                      | Niedernai                             | Schloss                 | |      |
| Schloss Langenberg Château de Langenberg                                    | Wissembourg                           | Schloss                 | |      |
| Langenfels                                                                  | Lembach (Bas-Rhin)                    | Felsenburg              | |      |
| Bischofspalast Lauterbourg Château épiscopal de Lauterbourg                 | Lauterbourg                           | Schloss (Palais)        | |      |
| Burg Lauterbourg Château fort de Lauterbourg                                | Lauterbourg                           | Burg                    | Ruine |      |
| Stadtbefestigung Lauterbourg Fortification de Lauterbourg                   | Lauterbourg                           | Burg (Stadtbefestigung) | Mehrere Türme und Mauerabschnitte zum Teil erhalten |      |
| Schloss Leonardsau Château de la Leonardsau                                 | Bœrsch                                | Schloss                 | |      |
| Motte Leutenheim Château de Leutenheim                                      | Leutenheim                            | Burg (Motte)            | Abgegangen |      |
| Burg Lichtenberg Château de Lichtenberg                                     | Lichtenberg                           | Burg                    | Ruine mit Museum |      |
| Schloss Lorenzen Château de Lorentzen                                       | Lorentzen                             | Schloss                 | |      |
| Burg Löwenstein Château de Lœwenstein                                       | Wingen                                | Burg                    | Ruine |      |
| Lützelburg Château de Lutzelbourg (Vorder-Lützelburg)                       | Ottrott                               | Burg                    | Ruine, eine der drei Ottrotter Schlösser |      |
| Burg Lützelhardt Château de Lutzelhardt                                     | Obersteinbach                         | Burg                    | Ruine |      |
| Burg Lützelstein Château de La Petite-Pierre                                | La Petite-Pierre                      | Burg                    | |      |
| Schloss Marlenheim Château de Marlenheim                                    | Marlenheim                            | Schloss                 | Heute Rathaus (Hôtel de Ville) |      |
| Schloss La Merckenau Château de la Merckenau                                | Muhlbach-sur-Bruche (Mullerhof)       | Schloss                 | |      |
| Burg Mittelhausen Château de Mittelhausen                                   | Mittelhausen                          | Burg                    | |      |
| Burg Moyen-Windstein Château du Moyen-Windstein                             | Windstein                             | Burg                    | Ruine |      |
| Burg La Muraille Château de la Muraille                                     | Muhlbach-sur-Bruche                   | Burg                    | Ruine |      |
| Burg Neuwindstein Château du Nouveau-Windstein                              | Windstein                             | Burg                    | Ruine |      |
| Burg Nideck Château du Nideck                                               | Oberhaslach                           | Burg                    | Ruine |      |
| Burg Niedernai Château de Niedernai                                         | Niedernai                             | Burg                    | Abgegangen |      |
| Burg Niederrœdern Château de Roedern                                        | Hatten / Niederrœdern                 | Burg                    | Abgegangen |      |
| Burg Oberhof Châteaux d'Oberhof                                             | Saverne                               | Burg                    | |      |
| Schloss Oberkirch Château d'Oberkirch                                       | Obernai                               | Schloss                 | |      |
| Burg Ochsenstein Château d'Ochsenstein                                      | Reinhardsmunster                      | Burg                    | Ruine, bestehend aus Groß-Ochsenstein, Klein-Ochsenstein und Wachelheim                                                                                                  |      |
| Schloss Odratzheim Château d'Odratzheim                                     | Odratzheim                            | Schloss                 | |      |
| Burg Oedenburg Château de l'Œdenbourg (Petit Kœnigsbourg, Klein-Königsburg) | Orschwiller                           | Burg                    | Ruine |      |
| Burg Ortenberg Château de l'Ortenbourg (Ortenburg)                          | Scherwiller                           | Burg                    | Ruine |      |
| Schloss Osthausen Château d'Osthouse                                        | Osthouse                              | Schloss                 | |      |
| Schloss Osthoffen Château d'Osthoffen                                       | Osthoffen                             | Schloss                 | |      |
| Schloss Ottrott Château d'Ottrott                                           | Ottrott                               | Schloss                 | Neuzeitliches aber einfaches Schloss in der Rue de la Gare in Ottrott |      |
| Schloss Pourtalès Château de Pourtalès                                      | La Robertsau                          | Schloss                 | Heute ein Hotel |      |
| Burg Ramstein Château de Ramstein                                           | Scherwiller                           | Burg                    | Ruine |      |
| Burg Rathsamhausen Château de Rathsamhausen (Hinter-Lützelburg)             | Ottrott                               | Burg                    | Ruine, eine der drei Ottrotter Schlösser |      |
| Rauschenburg Rauschenbourg                                                  | Ingwiller                             | Burg                    | Abgegangen |      |
| Palais du Rhin (Kaiserpalast)                                               | Strasbourg                            | Schloss (Palais)        | Beherbergt heute öffentliche Einrichtungen |      |
| Burg La Roche Château de la Roche (Steinschloss)                            | Bellefosse                            | Burg                    | Ruine |      |
| Schloss Rohan Château des Rohan                                             | Mutzig                                | Schloss                 | Heute ein Militärmuseum |      |
| Palais Rohan                                                                | Straßburg                             | Schloss (Palais)        | Heute ein Museum |      |
| Rohan-Schloss Château des Rohan                                             | Saverne                               | Schloss                 | Heute Jugendherberge, Veranstaltungsräume und Museum |      |
| Rosenburg Château de Rosenbourg                                             | Westhoffen                            | Burg                    | Abgegangen |      |
| Burg Saarwerden Château de Sarrewerden                                      | Sarrewerden                           | Burg                    | Abgegangen |      |
| Motte Saint Pantaléon Château de Saint-Pantaléon                            | Wissembourg                           | Burg (Motte)            | |      |
| Burg Saint-Paul Château Saint-Paul                                          | Wissembourg                           | Schloss                 | |      |
| Burg Saint-Rémy Château Saint-Rémy                                          | Wissembourg                           | Burg                    | Ruine |      |
| Burg Salm Château de Salm                                                   | La Broque                             | Burg                    | Ruine |      |
| Schloss Sarre-Union Château de Sarre-Union                                  | Sarre-Union                           | Schloss                 | Abgegangen |      |
| Motte Le Scharrach Château du Scharrach                                     | Scharrachbergheim-Irmstett            | Burg (Motte)            | Abgegangen |      |
| Burg Scharrachbergheim Château de Scharrachbergheim                         | Scharrachbergheim-Irmstett            | Burg                    | |      |
| Schloss Scheidecker Château Scheidecker                                     | Lutzelhouse                           | Schloss                 | |      |
| Burg Schirmeck Château de Schirmeck                                         | Schirmeck                             | Burg                    | Heute ein Museum |      |
| Schloss Schirrhoffen Château de Schirrhoffen                                | Schirrhoffen                          | Schloss                 | |      |
| Motte Schnellenbuhl Château de Schnellenbuhl                                | Sélestat                              | Burg (Motte)            | |      |
| Motte Schœnau Château de Schœnau                                            | Schœnau                               | Burg (Motte)            | |      |
| Burg Schöneck Château de Schœneck                                           | Dambach                               | Burg                    | Ruine |      |
| Burg Schwanau Château de Schwanau                                           | Gerstheim                             | Burg                    | Abgegangen |      |
| Motte Seltz Château de Seltz                                                | Seltz                                 | Burg (Motte)            | |      |
| Schloss Silbermann Château Silbermann                                       | La Broque                             | Schloss                 | |      |
| Spesburg Château de Spesbourg                                               | Andlau                                | Burg                    | Ruine |      |
| Bischofsburg Straßburg Palais épiscopal de Strasbourg                       | Straßburg                             | Burg (Bischofssitz)     | Abgegangen, vermutlich im 4. oder 5. Jahrhundert errichtet, 1956 wurden unterhalb der heutigen Église Saint-Étienne Überreste eines Apsidenbaus aus dieser Zeit gefunden |      |
| Zitadelle Straßburg Citadelle de Strasbourg                                 | Straßburg                             | Festung                 | Heute nur noch wenige Reste im Parc de la Citadelle erhalten |      |
| Schloss Teutsch Château Teutsch                                             | Wingen-sur-Moder                      | Schloss                 | |      |
| Schloss Thanvillé Château de Thanvillé                                      | Thanvillé                             | Schloss                 | |      |
| Burg Tiefenthal Château de Tiefenthal (Château de Bischwiller)              | Bischwiller                           | Burg                    | Ruine, Reste vor der ev. Kirche vorhanden |      |
| Schloss Truttehouse Château de Truttehouse                                  | Obernai                               | Schloss                 | |      |
| Schloss Urendorf Château d'Urendorf                                         | Ernolsheim-Bruche                     | Schloss                 | |      |
| Burg Valff Château de Valff                                                 | Valff                                 | Burg                    | Abgegangen |      |
| Burg Wangen Château de Wangen                                               | Wangen                                | Burg                    | Abgegangen |      |
| Wangenburg Château de Wangenbourg                                           | Wangenbourg-Engenthal                 | Burg                    | Ruine |      |
| Burg Warthenberg Château du Warthenberg (Daubenschlagfelsen)                | Ernolsheim-lès-Saverne                | Burg                    | Ruine |      |
| Wasenburg Château du Wasenbourg                                             | Niederbronn-les-Bains                 | Burg                    | Ruine |      |
| Burg Wasigenstein Château du Wasigenstein                                   | Niedersteinbach                       | Burg                    | Ruine |      |
| Burg Wasselonne Château de Wasselonne                                       | Wasselonne                            | Burg                    | Ruine |      |
| Motte Weiersburg Château de Weyersbourg                                     | Fouchy                                | Burg (Motte)            | Abgegangen, befand sich nördlich des Ortes |      |
| Schloss Weiterswiller Château de Weiterswiller                              | Weiterswiller                         | Burg                    | Ruine |      |
| Schloss Werde Château de Werde                                              | Matzenheim                            | Schloss                 | |      |
| Schloss Windeck Château de Windeck                                          | Ottrott                               | Schloss                 | Barockes Herrenhaus aus dem 18. Jahrhundert |      |
| Burg Wineck Château de Wineck (Windeck)                                     | Dambach                               | Burg                    | Ruine |      |
| Burg Wittschlössel Château de Wittschlœssel                                 | Dambach                               | Burg                    | Ruine |      |
| Schloss Wœrth Château de Wœrth (Wörth)                                      | Wœrth                                 | Schloss                 | Heute ein Museum |      |
| Zigeunerfelsen Château de Niedersteinbach                                   | Niedersteinbach                       | Burg                    | Abgegangen |      |